# Serena (pel·lícula de 2014)
Serena és una pel·lícula dramàtica de 2014 basada en la novel·la homònima de 2008 de l'autor estatunidenc Ron Rash. Dirigida per Susanne Bier, els protagonistes són Jennifer Lawrence i Bradley Cooper com a recent casats que dirigeixen un negoci de fusta a la Carolina del Nord dels anys 30. Ha estat doblada al català.

## Trama
A l'Era de la depressió Carolina del Nord, George Pemberton (Bradley Cooper) és un ambiciós baró de la fusta que s'enamora de Serena Shaw (Jennifer Lawrence), una dona jove amb un passat trist. Es casen, i la Serena s'uneix a George a la seva terra i comença a prendre el control, pressionant i qüestionant George mentre es manté afectuosa.
El soci de negocis de George, Buchanan, se sent amenaçat quan la Serena comença a minar la seva autoritat. L'associació empitjora i Buchanan arriba a un acord amb el xèrif local, que vol comprar la terra de George per fer un parc. George està ferit per la traïció d'en Buchanan, i la Serena el convenç que Buchanan mai va ser el seu amic.
En un intercanvi de trets, George i Buchanan van sols a treure un ós. George contempla matar-lo, només per dubtar i ser vist per Buchanan. Mentre Buchanan arma el rifle, George dispara primer i el mata. Campbell, el treballador de George, presencia l'assassinat, però ho nega al xèrif McDowell, i la mort es considera un accident. La Serena consola en George i justifica les seves accions.
Després de veure el seu fill il·legítim Jacob posant amb la seva mare, Rachel, per a una foto, George se sent responsable del nen i comença a donar diners a la Rachel. La Serena encara desconeix això, però considera que la Rachel i el nadó són una amenaça.
Quan Galloway perd la mà a causa d'un accident amb una destral, la Serena utilitza un cinturó com a torniquet per salvar-li la vida. George porta la Serena embarassada a l'hospital després d'haver experimentat un sagnat intens i dolor. Fa un avortament involuntari i descobreixen que mai més pot tenir fills. Les tensions creixen i la filiació del nadó de la Rachel es fa més evident per a la Serena.
Mentre la Serena i el George són fora, Campbell troba llibres de registre a la caixa forta i els presenta al Sheriff, preparant-se per testificar que George ha estat subornant un senador i va disparar a Buchanan deliberadament. En descobrir que Campbell ha agafat els llibres majors, George i Serena s'adonen que els podria arruïnar.
Galloway li diu a la Serena que sap on és Campbell, i li diu a George que sap on és la pantera, el que va fer que George vagi al bosc per caçar-la mentre Galloway es dirigeix a la ciutat per trobar Campbell, matar-lo i recuperar els llibres majors. Després de trobar la foto oculta de la Rachel i el seu bebè de George i descobrint que George li ha donat diners a la Rachel, la Serena esgarrapa la cara del nadó de la fotografia.
La Serena se'n va amb Galloway i li diu a George que té negocis per fer-se càrrec. No trobant la Rachel a casa, es dirigeixen a casa de la vídua Jenkins. L'empleat de George, Vaughn, truca al Sheriff, preocupat per la Rachel i el que la Serena té previst fer. El xèrif va a casa de la vídua Jenkins, la troba amb la gola tallada i s'emporta la Rachel i el seu nadó.
Al matí, el xèrif pregunta a George, revelant que Galloway va matar Campbell i la vídua Jenkins i que Galloway està darrere de Rachel i el seu fill. George li pregunta a la Serena si va enviar Galloway a matar Rachel i Jacob, cosa que li assegura que s'havia de fer. George surt d'una tempesta i, quan la Serena el segueix, s'ofega i després la deixa anar abans de marxar amb una pistola i els llibres de registre.
George va al xèrif, li dona els llibres i es compromet a lliurar-se si el xèrif li diu on són la Rachel i el nadó. George corre per salvar Rachel abans que Galloway la trobi. Galloway segueix la Rachel fins a l'estació de tren, on s'amaga en un cobert. Quan el tren s'acosta, George troba Galloway, que veu la Rachel saltar al tren. George va darrere d'ells i talla la gola a Galloway.
George s'acomiada de la Rachel i el nadó mentre marxen a viure amb Vaughn. George torna al campament i marxa a caçar la pantera. Li dispara, però la pantera li salta per darrere i el fereix mortalment. Aconsegueix matar-la amb un ganivet de caça abans de morir.
El xèrif torna a la cabana de Pemberton amb el cos de George. La Serena, havent esperat que George tornés, s'enfada i no va a identificar el seu cos. Quan el xèrif se'n va, la Serena s'estira al llit i utilitza un encenedor per incendiar la cabana. Es queda immòbil mentre crema, morint.

## Repartiment
- Bradley Cooper - George Pemberton
- Jennifer Lawrence - Serena Pemberton (née Shaw)
- Rhys Ifans - Galloway
- Sean Harris - Campbell
- Toby Jones - Sheriff McDowell
- Sam Reid - Joe Vaughn
- David Dencik - Mr. Buchanan
- Conleth Hill - Dr. Chaney
- Blake Ritson - Lowenstein
- Ned Dennehy - Ledbetter
- Charity Wakefield - Agatha
- Michael Ryan - Coldfield
- Kim Bodnia - Abe Hermann
- Ana Ularu - Rachel Hermann
- Bodil Jørgensen - Mrs. Sloan
- Douglas Hodge - Horace Kephart

## Producció
La pel·lícula havia de ser dirigida originalment per Darren Aronofsky, amb Angelina Jolie com a personatge principal. Susanne Bier va substituir Aronofsky com a directora i Lawrence va ser contractada. Lawrence va recomanar Bradley Cooper, amb qui havia treballat anteriorment a Silver Linings Playbook; s'havien portat tan bé que sovint parlaven de treballar junts en el futur. Quan Lawrence va llegir el guió de Serena, va enviar una còpia a Cooper i li va preguntar si ho faria amb ella. Va acceptar i Bier li va donar el paper de George Pemberton.
Aleshores, aquest va ser el tercer projecte protagonitzat per Cooper i Lawrence, després de Silver Linings Playbook i American Hustle, i la segona vegada que jugaven interessos amorosos mutus.
El rodatge va tenir lloc a la República Txeca als Estudis Barrandov del 26 de març al maig de 2012. Bier va trigar més de divuit mesos a completar la pel·lícula, però no hi va haver cap re-gravació ni problemes en la postproducció.Bier també s'ha hagut de prendre un temps per promocionar Amor és tot el que necessites.

## Estrena
La pel·lícula es va estrenar al BFI London Film Festival el 13 d'octubre de 2014, es va llançar al Regne Unit el 24 d'octubre de 2014 i a França el 12 de novembre de 2014. Magnolia Pictures va distribuir la pel·lícula als Estats Units. La pel·lícula es va estrenar a totes les botigues digitals i vídeo a la carta el 26 de febrer de 2015, abans d'una presentació limitada al cinema el 27 de març de 2015.

## Recepció

### Taquilla
La pel·lícula va guanyar 95.000 £ (153.310 dòlars) el cap de setmana d'estrena al Regne Unit, debutant al número 19 a la taquilla del Regne Unit.En la seva segona setmana, la pel·lícula va quedar en el lloc 34 i va recaptar 11.645 £ en 37 pantalles. La pel·lícula va acabar amb un total brut de 320.907 dòlars (200.557 £)
La pel·lícula va guanyar 1 milió de dòlars en vídeo sota demanda als Estats Units abans de la seva estrena a les sales. La pel·lícula es va estrenar en 59 pantalles als Estats Units el 20 de març de 2015 i va guanyar 100.090 $ per un 30è lloc final.
A partir del 9 de novembre de 2014, la pel·lícula tenia uns 100.090 dòlars bruts per a les sales i uns 3.723.317 dòlars per un total mundial de 3.823.407 dòlars.

### Recepció crítica
Serena va rebre ressenyes negatives de la crítica. A Rotten Tomatoes, la pel·lícula té una puntuació del 16% basada en 110 crítiques amb una valoració mitjana de 4,28/10. El consens crític del lloc web afirma que "Serena uneix una impressionant varietat de talents a banda i banda de les càmeres; després, els espectadors es pregunten com va anar tot malament." A Metacritic la pel·lícula té un puntuació de 36 sobre 100 basada en les ressenyes de 29 crítics, que indica "crítiques generalment desfavorables".
Andy Lea de Daily Star va escriure en una crítica positiva que: "És una altra actuació fantàstica de Lawrence, que gairebé aconsegueix vendre la transformació massa ràpida de Serena d'una feminista acerada a una dona fatal boja". De la mateixa manera, Peter Bradshaw de The Guardian va elogiar Lawrence: "Lawrence porta el seu pla A. És apassionada, impetuosa i confiada, amb una dura determinació per agafar l'anell de llautó que se li va presentar". Guy Lodge de Variety va estar d'acord: "Les comparacions de Stanwyck prodigades sobre el treball guanyador de l'Oscar de Lawrence a Silver Linings Playbook tornen a aparèixer aquí; sens dubte sembla com la sirena de l'Edat d'Or. amb els seus tirabuixons de vainilla enrotllats i una varietat de beines de seda cremoses que, fidels a la forma vintage de Hollywood, no semblen mai embrutar-se en estat salvatge". Va afegir: "L'estrella també fa bé la seva provada química amb Cooper, que s'absol amb una intel·ligència estoica i un accent regional variable en un paper inescrutable que, per les seves ocasionals floritures de bravata de Clark Gable, és a parts iguals heroi i antiheroi i boc expiatori".
A The Canberra Times, Jake Wilson va elogiar Cooper, argumentant: "Cooper demostra una vegada més el seu valor com a protagonista que aborda els seus papers com un actor de personatges". Tanmateix, va ser més matisat sobre la fotografia, i va suggerir que va fer "l'escenari lleugerament abstracte, a la manera del seu antic mentor Lars von Trier, i la narració pateix algunes transicions sobtades i girs mal explicats." Va concloure, "si això no és un pel·lícula perfecta, és inusualment inquietant."
Escrivint per Toronto Star, Peter Howell va criticar la pel·lícula, suggerint que la fotografia era "sosa, inestable i mancada de definició". Al Vancouver Sun, Katherine Monk va argumentar que Bier "probablement estava intentant fer una pel·lícula semblant a El piano." Tanmateix, va argumentar que "la subtrama sencera del parc nacional és confusa i difumina els blancs i negres necessaris per generar simpatia, i tots els personatges pateixen un destí igualment gris." Ella conclou, "Al final, gairebé no ens agrada ningú en aquest paisatge fumat, i molt menys ens importa què els passi." Escrivint per a The Toronto Sun, Bruce Kirland va destacar l'escenari de la Gran Depressió, suggerint que era "el reflex rural de les versions cinematogràfiques d'El gran Gatsby, que es basen en la clàssica novel·la de 1925 de F. Scott Fitzgerald." No obstant això, va qualificar la pel·lícula d' "avorriment colossal".
A The Daily Telegraph, Robbie Collin va elogiar l'actuació de Lawrence a costa de la de Cooper, i va suggerir: "Lawrence en surt significativament millor que Cooper", i va afegir que era "efectivament Lady Macbeth amb sabatilles i una brusa amb lavallière". Va concloure una nota desanimada, escrivint "tot [la pel·lícula] és un munt de fusta morta." Stephen Dalton de The Hollywood Reporter va criticar la pel·lícula argumentant, "és difícil creure'n una sola paraula, i encara menys preocupar-se per aquests personatges implacablement egoistes i miops". Dalton va elogiar l'actuació de Lawrence i Cooper, però va suggerir que el problema es trobava en "el guió de Christopher Kyle, una sèrie de clixés discordants i intents maldestres de subtext" i "la melòdica i implorant partitura orquestral de Johan Soderqvist."
A The Irish Times, Donald Clark va elogiar la fotografia com a "exquisita", però va suggerir que l'actuació de Lawrence va ser "verdaderament pobre". Va concloure: "És probable que ningú vegi la [pel·lícula]." Escrivint per The Independent, Geoffrey Macnab la va qualificar de "un afer estranyament dur i deprimit". Va suggerir que recordava la La porta del cel de Michael Cimino. Tanmateix, va criticar el seu "simbolisme poètic de mà dura" i "la culpa i l'autoodi que senten els seus personatges".